# Mały Łęck (osada w województwie warmińsko-mazurskim)
Mały Łęck – osada w Polsce położona w województwie warmińsko-mazurskim, w powiecie działdowskim, w gminie Płośnica.
W latach 1975–1998 miejscowość administracyjnie należała do województwa ciechanowskiego.